# Iloilo Kisela Knights
Iloilo Kisela Knights – filipiński klub szachowy z Iloilo, zwycięzca ligi PCAP Reinforced Conference w 2021 roku.

## Historia
Klub został założony 8 października 2020 roku przez Leo Sotaridonę. W pierwszym drafcie do klubu trafili m.in. Rogelio Antonio i Cherry Ann Mejia. Klub uczestniczył w lidze PCAP, a przed rozpoczęciem konferencji Reinforced jego szachistą został Howhannes Gabuzjan. W tejże konferencji klub po pokonaniu w finale dywizji Cordova Dutchess Dagami Warriors awansował do wielkiego finału, w którym wygrał z San Juan Predators. W lidze Open klub uzyskał drugie miejsce po porażce w ścisłym finale z San Juan Predators. W 2022 roku klub zajął drugie miejsce w rozgrywkach All-Filipino oraz Reinforced. Przed sezonem 2023 w związku z chęcią promowania młodych, lokalnych graczy z klubu odeszli tacy zawodnicy jak Antonio czy Mejia. W trakcie roku do klubu przeszedł Prin Laohawirapap.